# Hysterolecitha trilocalis
Hysterolecitha trilocalis är en plattmaskart. Hysterolecitha trilocalis ingår i släktet Hysterolecitha och familjen Hemiuridae. Inga underarter finns listade i Catalogue of Life.